# Władysław Czarnecki (instruktor harcerski)
Władysław Czarnecki (ur. 9 maja 1906 w Kieleckiem, zm. 30 grudnia 1977 w Warszawie) – instruktor harcerski, harcmistrz, pedagog, wychowawca, grafik.

## Życiorys

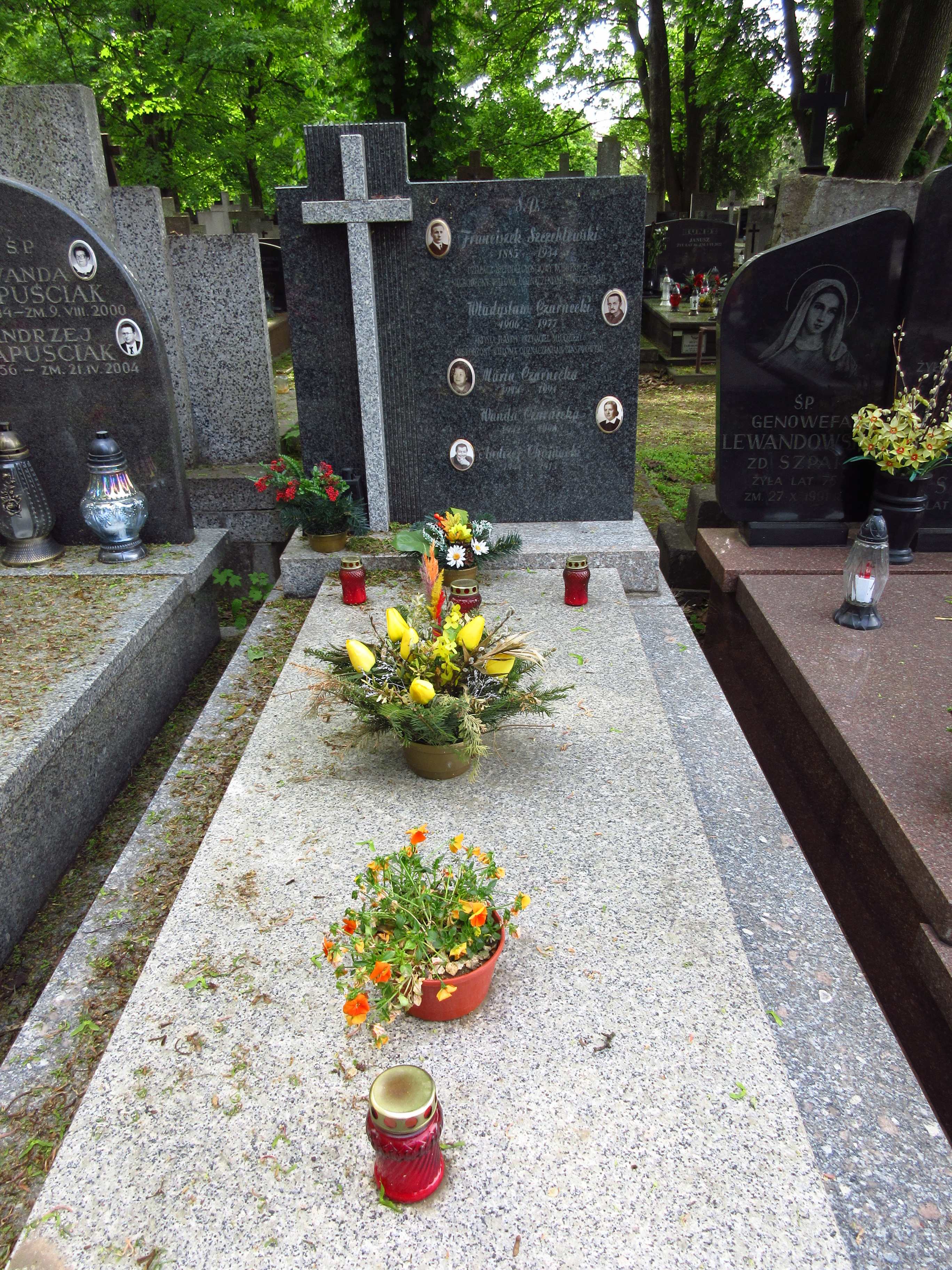
Grób Władysława Czarneckiego na Cmentarzu Bródnowskim.

Syn Juliana, właściciela warsztatu szewskiego, i Stanisławy. Miał pięcioro rodzeństwa, w tym brata bliźniaka Stanisława. Wychowanek 39 Warszawskiej Żeglarskiej Drużyny Harcerzy. Ilustrator wydawnictw harcerskich w latach 30. i 40., inicjator utworzenia Międzynarodowego Bractwa skautów artystów-plastyków podczas Jamboree w Gödöllő w 1933 r. Współpracownik Harcerskiego Biura Wydawniczego „Na Tropie” i Wydawnictwa „Godziemba”, autor okładek, winiet, ilustracji w książkach i czasopismach, projektów pocztówek, plakatów, dyplomów, legitymacji (np. przedwojennej legitymacji zuchowej), odznak (np. znaczka zucha).
W czasie II wojny światowej ilustrował prasę podziemną i prowadził nasłuch radiowy. Wysiedlony z Warszawy zamieszkał w Daleszycach.
Po wyzwoleniu wrócił do Warszawy i zgłosił się do pracy w Głównej Kwaterze ZHP. W 1946 r. był instruktorem Ośrodka Harcerskiego w Osowcu k. Grodziska Mazowieckiego. W latach 60. i 70. związany z Hufcem ZHP Warszawa-Mokotów im. Szarych Szeregów. Otrzymał honorowy tytuł Budowniczego Floty Harcerskiej. Pochowany na cmentarzu Bródnowskim w Warszawie (kwatera 46G-5-9).

## Ordery i odznaczenia
- Złoty Krzyż Zasługi
- Medal 3 Maja (1925)
- Medal Zwycięstwa i Wolności 1945
- Odznaka honorowa „Zasłużony Pracownik Morza”
- Odznaka honorowa „Za Zasługi dla Warszawy”
- Złoty Krzyż Harcerskiego Odznaczenia Honorowego „Za Zasługę” (1947)
- Odznaka Przyjaciela Dziecka